# Lisbeth Berg-Hansen
Lisbeth Berg-Hansen (née le 14 mars 1963 à Bindal dans le Nordland) est une femme politique norvégienne (Ap). Elle a été ministre de la pêche et des affaires côtières dans le  gouvernement Stoltenberg II de 2009 à 2013 et députée pour le comté de Nordland au Storting de 2013 à 2017.

## Biographie
Elle a travaillé dans l'aquaculture[Quand ?]. Elle a été consultante auprès du fabricant d'aliments pour poissons EWOS et directrice générale de Bindalssmolt avant que l'entreprise ne rejoigne SinkabergHansen[Quand ?]. Elle avait dans un premier temps suivit la formation d'assistante dentaire,.
Berg-Hansen a été membre du conseil municipal de Bindal de 1988 à 1991 et de 1995 à 2007. De 1995 à 2003 elle était également maire adjoint. Elle a été conseillère politique du ministre Jan Henry T. Olsen au ministère des Pêches de 1992 à 1996, secrétaire d'État du premier ministre Jens Stoltenberg de 2000 à 2001 et ministre de la Pêche et des Affaires côtières dans le deuxième gouvernement Stoltenberg 2009–2013. Trond Giske avait été nommé ministre d'État dans les cas où Berg-Hansen aurait été disqualifiée pour ce poste du fait d’être propriétaire de l'entreprise Sinkaberg ,. À partir de 2013, Berg-Hansen a été élu au Storting pour le Nordland et a siégé au comité des finances, mais a refusé une nomination en 2017 après avoir souffert d'une maladie.
Berg-Hansen a occupé un certain nombre de postes de confiance dans des organisations professionnelles, notamment vice-président de NHO de 2004 à 2008, président du conseil d'administration de l'Association nationale de la pêche et de l'aquaculture. Elle a occupé certains postes au sein du conseil d'administration d'Aker Seafoods, de Fosen Trafikklag, de l'école supérieure de Bodø et de l'Institut de recherche marine .